# Giovanni Bonet
Giovanni Bonet (San Fior, 20 luglio 1914 – Alba, 29 marzo 1944) è stato un militare e aviatore italiano. 
Capitano pilota della specialità caccia, pluridecorato Asso dell'aviazione italiana con 8 abbattimenti, partecipò alla seconda guerra mondiale. Entrato a far parte dell'Aeronautica Nazionale Repubblicana dopo l'armistizio dell'8 settembre 1943 morì in combattimento, e per il coraggio dimostrato nell'ultima missione la Repubblica Sociale Italiana lo decorò con la Medaglia d'oro al valor militare alla memoria, ma dopo la fine della guerra la Repubblica Italiana non riconobbe l'assegnazione di tale onorificenza.

## Biografia
Nacque a San Fior (Treviso) figlio di Antonio, e si appassionò al mondo dell'aviazione in giovane età, tanto che nel settembre 1935 iniziò la sua formazione come pilota militare frequentando un corso per ufficiali di complemento a Parma, e poi la Scuola di volo di Foligno. Conseguì il brevetto di pilota il 4 marzo 1936 su velivolo Fiat AS.1, e l'11 dello stesso mese fu trasferito presso l'aeroporto di Aviano dove il 18 luglio conseguì quello di pilota militare su velivolo Fiat C.R.20. Il 27 luglio fu trasferito presso il 52º Stormo Caccia Terrestre di Ghedi con il grado di sottotenente di complemento. Chiese ed ottenne di partire volontario per la guerra di Spagna, entrando in servizio presso il XVI Gruppo Caccia Terrestre “La Cucharacha” equipaggiato con i biplani Fiat C.R.32. In terra iberica si distinse particolarmente, venendo decorato con Medaglia d'argento al valor militare e la promozione a sottotenente in servizio permanente effettivo per meriti di guerra. Rientrò in Italia nel marzo 1939 con la promozione a tenente.
All'entrata in guerra del Regno d'Italia, avvenuta il 10 giugno 1940, prestava servizio presso la 359ª Squadriglia, del 22º Gruppo, 52º Stormo Caccia Terrestre equipaggiata con i monoplani Fiat G.50 Freccia, e di stanza sull'aeroporto di Pontedera. Combatte sulla Corsica, sul fronte greco e poi su quello jugoslavo, venendo decorato con una seconda Medaglia d'argento al valor militare.
Nell'agosto del 1941 il 22º Gruppo, divenuto nel frattempo Autonomo nel mase di marzo, partì per il fronte russo, equipaggiato con i caccia Aermacchi C.200 Saetta. Il 28 dicembre decollò da Stalino con altri due velivoli della sua squadriglia per una missione di pattugliamento sul fronte quando la formazione italiana notò cinque caccia Polikarpov I-16 che stavano mitragliando le truppe italiane. Nel combattimento che ne seguì i caccia russi dovettero ritirarsi. Quello stesso pomeriggio, mentre era impegnato con altri due compagni in una missione di scorta a tre cacciabombardieri Junkers Ju 87 Stuka tedeschi, la formazione fu improvvisamente attaccata da 20 caccia russi, e nel successivo combattimento su Delbazowo e Rikowo gli italiani reclamarono tre vittorie sicure e il danneggiamento di quattro velivoli russi. Il 10 marzo 1942 rientrò in Patria decorato con la Croce di Ferro di II classe tedesca.
Nel mese di aprile fu nominato comandante della 150ª Squadriglia del 2º Gruppo del 6º Stormo Caccia Terrestre, equipaggiata con i nuovi caccia Reggiane Re.2001 Falco II. Alla testa della sua unità combatte su Malta e nel Mediterraneo centrale e occidentale. Il 17 luglio 1943 nel corso di una missione di intercettazione a un gruppo di bombardieri Boeing B-17 Flying Fortress rimase ferito ad un piede dal fuoco difensivo di uno di questi bombardieri mentre si trovava sul cielo di Capua. Ricoverato all'ospedale, dopo essere stato dimesso, andò in licenza per completare la convalescenza.
Dopo la proclamazione dell'armistizio dell'8 settembre 1943 decise di aderire alla Repubblica Sociale Italiana entrando nella neocostituita Aeronautica Nazionale Repubblicana. Nel mese di ottobre incontrò a Padova il tenente colonnello Giuseppe Baylon, e in quella occasione fu deciso di costituire una nuova unità da caccia per tentare di difendere le città dell'Italia del nord dalle incursioni anglo-americane. Nel corso del mese di dicembre uomini e mezzi furono concentrati sul campo d'aviazione di Venaria Reale, e la Squadriglia fu chiamata con il nome della Medaglia d'oro al valor militare Mario Montefusco caduto in Africa settentrionale nel 1941.
Divenuto comandante della Squadriglia complementare d'allarme "Montefusco", equipaggiata con 18 caccia Fiat G-55 Centauro e alcuni Aermacchi C.205 Veltro, gli fu affidato il compito di difendere il triangolo industriale Genova-Torino-Milano in attesa dell'attivazione del 1º Gruppo caccia "Asso di bastoni" che si stava formando sull'aeroporto di Campoformido. L'esordio in combattimento avvenne il 21 febbraio 1944 quando sei G.55 decollarono per intercettare alcuni bombardieri senza successo.
Il 29 marzo guidò in missione cinque G.55 con il compito di intercettare una formazione di B-17 del 2nd Bomber Group, e dopo aver attaccato in collaborazione con il sergente Lucio Biagini un bombardiere danneggiato (matricola 42-97152) riuscì ad abbatterlo. I cinque piloti italiani furono improvvisamente attaccati da 44 caccia Republic P-47 Thunderbolt dell'US Army Air Force del 325th Fighter Group che abbatterono l'aereo del maresciallo Jellici e l'aereo di Bonet. Suo abbattitore fu l'asso statunitense Herschel “Herky” Green,comandante del 317th Fighter Squadron che al termine delle ostilità aveva al suo attivo 18 vittorie.
Per onorare la sua memoria venne decretata la concessione della Medaglia d'oro al valor militare, mentre la Squadriglia fu ribattezzata Squadriglia complementare "Montefusco-Bonet". Quando l'unità entrò a far parte del 1º Gruppo Caccia Terrestre come 3ª Squadriglia, fu ribattezzata con il suo nome. Al momento della sua morte aveva al suo attivo otto vittorie ed era stato decorato con quattro Medaglie d'argento al valor militare.

### Annotazioni
1. ↑  Suo padre morì nel corso della prima guerra mondiale.
2. ↑  I continui combattimenti in cui fu impegnata la sua unità portarono ad una enorme usura dei mezzi, e alla data del giugno 1943 rimanevano solo quattro Re.2001 in grado di volare.
3. ↑  L'aereo precipitò nei pressi di Dego (Savona).
4. ↑  Il pilota si salvò lanciandosi con il paracadute.

### Fonti
1. 1 2 3  Ufficio Storico dell'Aeronautica Militare 1977, p. 171.
2. ↑  Logoluso 2010, p. 6.
3. 1 2  Logoluso 2010, p. 40.
4. 1 2 3  Dunning 1988, p. 29.
5. 1 2 3 4 5 6  Dunning 1988, p. 30.
6. ↑  Ufficio Storico dell'Aeronautica Militare 1977, p. 216.
7. 1 2 3  Massimello, Apostolo 2012, p. 85.
8. 1 2 3 4  Dunning 1988, p. 20.
9. ↑  Massimello, Apostolo 2012, p. 26.
10. 1 2 3 4 5 6  Massimello, Apostolo 2012, p. 27.
11. 1 2 3 4 5  Massimello, Apostolo 2012, p. 29.
12. ↑  Bollettino Ufficiale 1942, dispensa 14ª, registrato alla Corte dei Conti addì 16 giugno 1942-XX, registro n.42 Aeronautica, foglio n.367.
13. ↑  Bollettino Ufficiale 1942, dispensa 16ª, pagina 744, registrato alla Corte dei Conti addì 12 agosto 1942-XX, registro n.4 Aeronautica, foglio n.325.
14. ↑  Bollettino Ufficiale 1942, dispensa 48ª, registrato alla Corte dei Conti addì 10 marzo 1943-XX, registro n.17 Aeronautica, foglio n.298.